# Rudolf Dorschel
Rudolf Dorschel (* 30. Mai 1898 in Barchfeld; † 5. Januar 1980) war ein deutscher Jurist und Richter am Bundesgerichtshof.

## Leben
Dorschel war evangelisch-lutherischer Konfession. Nach dem Studium in Halle und Göttingen promovierte er 1922 an der Universität Göttingen über „Begriff und Fälle des unmittelbaren Besitzes“. 1927 wurde er zum Amtsgerichtsrat, 1932 zum Landgerichtsrat ernannt. Ein Jahr später heiratete er Gertrud Bammel. Im Jahre 1935 stieg er zum Oberlandesgerichtsrat in Celle auf. Über seine Tätigkeit im Dritten Reich heißt es bei Ulrich Vultejus:

„Ein weiterer Nachbar im Hause Trift 16, in dessen Obergeschoß das Anwaltsbüro meines Vaters untergebracht war, war der Oberlandesgerichtsrat Dr. Rudolf Dorschel. Er war gleichzeitig unser NSDAP-Blockwart und machte sich gelegentlich durch die Beanstandung unserer gewiß mangelhaften Verdunkelung unliebsam bemerkbar. Wenige Tage vor dem Einmarsch der englischen Truppen verlangte er von meinem Vater, daß er das auf das Notariat hinweisende Schild mit Reichsadler und Hakenkreuz entferne. Die stolze Antwort meines Vaters, daß sie (gemeint waren Dorschel und seine Parteifreunde) ihn doch gezwungen hätten, sein Notariat mit dem Hakenkreuz zu kennzeichnen und dies sichtbar bleiben solle, beruhigte ihn wenig. Als die Engländer einmarschierten, war das Schild verschwunden.“

Von 1956 bis zu seinem Eintritt in den Ruhestand 1966 gehörte er als Richter dem Bundesgerichtshof an.